# Vošanovac
Vošanovac (Servisch: Вошановац) is een plaats in de Servische gemeente Petrovac na Mlavi. De plaats telt 473 inwoners (2002).